# Aphanus rolandri
Aphanus rolandri ist eine Wanze aus der Familie der Rhyparochromidae.

## Merkmale
Die Wanzen werden 6,0 bis 7,7 Millimeter lang. Die schwarz gefärbten Tiere mit ihrem dunkelroten Fleck an der Basis der Flügelmembran sind unverwechselbar.

## Verbreitung und Lebensraum
Die Art ist in Europa, vom westlichen Teil Südskandinaviens bis in den Mittelmeerraum und nach Nordafrika verbreitet. In Osteuropa ist die Art seltener, ihr Verbreitungsgebiet reicht bis in den Westen Sibiriens und zum Kaukasus. Die Art ist in Deutschland, vor allem im Westen nicht selten, im Osten ist sie nur lokal mit älteren Funden dokumentiert. In Österreich tritt sie auch nur lokal auf. Die Art besiedelt trockenwarme, offene, aber auch feuchtere und halbschattige Lebensräume unabhängig von ihrer Vegetation. Sie tritt auch auf menschlich beeinflussten Kultur- und Ruderalflächen auf.

## Lebensweise
Die Tiere sind vermutlich polyphag, eine Bindung an bestimmte Pflanzen konnte bisher nicht dokumentiert werden. Sie saugen am Boden an Samen, gelegentlich aber auch an Aas, wie toten Gliederfüßern, oder auch an Insekteneiern. Die Überwinterung erfolgt in zum Teil großen Aggregationen unter loser Rinde von Laub- und Nadelbäumen. Die Tiere werden im Frühjahr bei wärmeren Temperaturen rasch aktiv und fliegen rege und werden nachts auch von künstlichen Lichtquellen angelockt. Die Paarung erfolgt vor allem im Mai. Die Männchen sterben kurze Zeit später. Pro Jahr wird eine Generation ausgebildet.

## Belege